# Struds
Strudsen (Struthio camelus) eller mere korrekt masaistrudsen er verdens største nulevende fugl. Den er også kendt under navnet afrikansk struds. Strudsen er op til 2,5 meter høj og kan ikke flyve.

## Beskrivelse
Strudsen kan ikke flyve, men til gengæld er strudsen udviklet til at løbe stærkt. Den har lange muskuløse ben og dens to tæer på hver fod peger begge fremad. Strudsens topfart ligger omkring 70 km/timen.
Strudsen er ikke specielt intelligent. Dens hjerne er meget lille, men den klarer sig forbløffende godt alligevel. Dens store øjne er placeret højt på en lang hals, så den let opdager rovdyr på den afrikanske savanne, hvor fuglen hører til.
Hannerne er sorte og hvide, mens hunnerne er gråbrune. De kan blive 20-30 år gamle, vejer 135 kg og bliver kønsmodne i en alder af 4-5 år. De lever i forholdsvist store flokke på 10-15 individer. Ungerne bliver færdigudruget efter ca 40 dage, og efter 1 måned kan de løbe ligeså hurtigt som de voksne. De spiser både plantedele, insekter og krybdyr. 

## Brug af mennesker
Strudsen har i mange år leveret produkter til mennesket. Tidligere var strudsefjer meget populære til pynt på klædedragter. I dag opdrættes strudse på strudsefarme til fabrikation af strudsekød, der langsomt vinder frem på markedet. Kødet er magert, men minder lidt om oksekød.
På grund af strudsens evne til at løbe stærkt, har man forsøgt at afvikle strudsevæddeløb i bl.a. Afrika og Arabien.

## Billeder
|            |
| Strudseæg. |

|              |
| Strudserede. |

|                                                                       |
| Besøgende på Safari Show Farm prøver, om strudsens æg kan bære hende. |

|                                       |
| Voksne strudse i Ngorongoro krateret. |